# Archivo General de Simancas

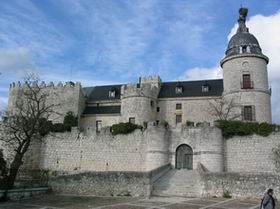
Simancas Kasteel

Het Archivo General de Simancas (Algemeen Archief van Simancas) is naast het Vaticaans Geheim Archief een van de belangrijkste archieven uit de Europese geschiedenis. Het bevindt zich in een kasteel in de gemeente Simancas, in de provincie Valladolid in Spanje. Het archief bevat de belangrijkste documenten van de Spaanse geschiedenis uit de periode van 1435 tot 1834.

## Geschiedenis
In september 1540 beval keizer Karel V dat de belangrijkste documenten van het toenmalige koninkrijk Castilië zouden worden bewaard in een deel van het kasteel van Simancas. De echte uitbreiding van het archief kwam er echter door toedoen van Filips II, die het belang van het bijhouden van geschreven documenten inzag. In 1572 gaf hij Juan de Herrera bevel om het kasteel om te bouwen tot een echt archief. In 1588 ondertekende hij een instructie dat beschouwd wordt als het eerste document in de wereld dat beschrijft hoe een archief dient te worden opgezet.

## Weblinks
Website van Algemeen Archief van Simancas (Spaans)